# Last Days and Time
| Recensione              | Giudizio |
| ----------------------- | -------- |
| AllMusic                |          |
| Robert Christgau        | C+       |
| Dizionario del Pop-Rock |          |

Last Days and Time è il terzo album registrato in studio del gruppo musicale Earth, Wind & Fire, il primo pubblicato per la Columbia Records.

## Tracce

### LP
Lato A (AL 31702)
1. Time Is on Your Side – 3:40 (Maurice White, Verdine White, Roland Bautista)
2. They Don't See – 3:29 (Mark Davis)
3. Make It with You – 3:27 (David Gates)
4. Power – 7:16 (Maurice White)

Lato B (BL 31702)
1. Remember the Children – 4:01 (Maurice White, Verdine White, Roland Bautista)
2. Where Have All the Flowers Gone – 4:51 (Pete Seeger)
3. I'd Rather Have You – 4:39 (Skip Scarborough)
4. Mom – 5:50 (Maurice White, Verdine White)

### CD
Edizione CD del 1988, pubblicato dalla Columbia Records (CK 31702)
1. Time Is on Your Side – 3:40 (Maurice White, Verdine White, Roland Bautista)
2. Interlude – 0:24
3. They Don't See – 3:27 (Mark Davis)
4. Interlude – 0:24
5. Make It with You – 3:23 (David Gates)
6. Power – 8:17 (Maurice White)
7. Remember the Children – 4:02 (Maurice White, Verdine White, Roland Bautista)
8. Interlude – 0:52
9. Where Have All the Flowers Gone – 4:52 (Pete Seeger)
10. I'd Rather Have You – 4:39 (Skip Scarborough)
11. Mom – 5:50 (Maurice White, Verdine White)

## Formazione
- Maurice White – voce, batteria, kalimba
- Verdine White – voce, basso, percussioni
- Phillip Bailey – voce, congas, percussioni
- Jessica Cleaves – voce
- Roland Bautista – chitarra, chitarra acustica
- Larry Dunn – piano, organo, clavinet
- Ronald Laws – sassofono soprano, sassofono tenore, flauto
- Ralph Johnson – batteria, percussioni

Note aggiuntive
- Joe Wissert – produttore
- Earth, Wind & Fire – arrangiamenti
- Registrazioni effettuate al "Sunset Sound Studios" di Hollywood, California
- Al Schmitt – ingegnere delle registrazioni, remixaggio
- Kent Nebergall – recordist
- Mastering effettuato al "Artisan Sound Recorders" da Bob MacCloud Jr. e Johnny Golden
- Mati Klarwein – design copertina album
- Roland Charles – foto copertina album[4]

## Classifica
Album
| Anno | Classifica             | Posizione raggiunta |
| ---- | ---------------------- | ------------------- |
| 1972 | Billboard 200          | 87                  |
| 1973 | Top R&B/Hip-Hop Albums | 15                  |